# Ingeborg Winsbro
Magda Ingeborg Winsbro, född 3 januari 1896 i Nyeds församling,  Värmland, död 11 februari 1984 i Norrstrands församling, Karlstad, var en svensk skolkökslärare och målare.
Hon var dotter till agronomen Johan Andersson och Magda Henriksson. Winsbro studerade målning vid Gerlesborgsskolan i Bohuslän för Arne Isacsson samt vid målarkurser i Danmark, Frankrike och Spanien. Hon har medverkat i Värmlands konstförenings Höstutställning på Värmlands museum i Karlstad. För Rädda Barnens hjälpverksamhet skrev och illustrerade hon boken Ögonljus - Blommornas ABC som har utgivits i ett flertal upplagor.